# Zdeněk Košler
Zdeněk Košler, född 25 mars 1928 i Prag, död 2 juli 1995 i Prag, var en tjeckisk dirigent.